# Miðmundahögg
Miðmundahögg är en bergstopp i republiken Island. Den ligger i regionen Västfjordarna, 230 km norr om huvudstaden Reykjavík. Toppen på Miðmundahögg är 372 meter över havet.
Trakten runt Miðmundahögg är nära nog obefolkad, med mindre än två invånare per kvadratkilometer. Det finns inga samhällen i närheten. Trakten runt Miðmundahögg är permanent täckt av is och snö.